# 大果褐叶榕
大果褐叶榕（学名：Ficus pubigera var. maliformis）为桑科榕属下的一个变种。

## 扩展阅读
- 維基物種上的相關：大果褐叶榕